# Jean Pierre Blanchard
Jean Pierre Blanchard, (Les Andelys, Francia, 4 de julio de 1753-París, Francia, 7 de marzo de 1809) fue un inventor francés, recordado especialmente en la aviación y el paracaidismo.
Su primer viaje exitoso en globo aerostático, lo hizo en el año 1784, junto a John Jeffries. Fue el primero en volar en globo sobre Estados Unidos, Bélgica, Alemania y Polonia. El 7 de enero de 1785, también junto a John Jeffries, viajó en globo desde Dover (Inglaterra) a Calais (Francia), siendo los primeros en atravesar el Canal de la Mancha por aire. En uno de estos vuelos, Blanchard hizo una demostración del uso de un paracaídas, lanzando un canasto con un pequeño animal, que llegó a salvo a tierra.

## Semblanza
Blanchard experimentó desde niño con distintos tipos de aparatos. Realizó su primer vuelo exitoso en globo en París el 2 de marzo de 1784, en un aerostato de gas hidrógeno lanzado desde el Campo de Marte. El primer vuelo exitoso en globo tripulado tuvo lugar el 21 de noviembre de 1783, cuando Jean-François Pilâtre de Rozier y François Laurent d'Arlandes despegaron desde el Palacio de Versalles en un globo de aire caliente de vuelo libre construido por los hermanos Montgolfier. El primer vuelo tripulado en un globo de hidrógeno tuvo lugar el 1 de diciembre de 1783, cuando el Profesor Jacques Charles y Nicolas-Louis Robert lanzaron La Charlière desde el Jardín de las Tullerías en París. El vuelo de Blanchard casi termina en desastre, cuando un espectador (Dupont de Chambon, un contemporáneo de Napoleón Bonaparte en la Escuela Militar de Brienne) cortó con su espada las cuerdas de amarre y los controles del globo después de que le negaran un lugar a bordo. Blanchard tenía la intención de "remar" hacia el noreste hasta La Villette, pero el globo fue empujado por el viento a través del río Sena hasta Billancourt y viceversa, aterrizando en la rue de Sèvres. Blanchard adoptó la frase latina Ad astra (hasta los astros) como su lema.
Los primeros vuelos en globo desencadenaron una fiebre en el público por estos artefactos, con todo tipo de objetos decorados con imágenes de globos o al estilo globo, desde cerámica hasta abanicos y sombreros. La indumentaria au ballon consistía en mangas abullonadas exageradas y faldas redondeadas, o con imágenes impresas de globos. El cabello se peinaba a la montgolfier, al globo volante,  al medio globo o a la Blanchard.
Blanchard se mudó a Londres en agosto de 1784, donde tomó parte en un vuelo el 16 de octubre de 1784 con John Sheldon, unas semanas después del primer vuelo en Gran Bretaña (el primero fuera de Francia), realizado por el italiano Vicente Lunardi, que voló de Moorfields a Ware el 15 de septiembre de 1784. Los mecanismos de propulsión de Blanchard, como alas batientes o aspas de molino nuevamente resultaron ineficaces, pero el globo voló unos 115 km desde la academia militar en Chelsea, aterrizó en Sunbury y luego despegó de nuevo para finalizar en Romsey. Blanchard realizó un segundo vuelo el 30 de noviembre de 1784, despegando con un estadounidense, el doctor John Jeffries, desde el Rhedarium situado detrás de Green Street, alcanzando Ingress en Kent. Un tercer vuelo, nuevamente con Jeffries, fue el primer vuelo sobre el Canal de la Mancha, tardando aproximadamente 2 horas y media en viajar de Inglaterra a Francia el 7 de enero de 1785, volando del castillo de Dover a Guînes. Blanchard recibió una pensión sustancial del rey Luis XVI, quien ordenó colgar el globo y la barquilla en la iglesia de Notre-Dame de Calais. (Un intento posterior de cruce del Canal en la dirección opuesta por Jean-François Pilâtre de Rozier el 15 de junio de 1785 terminó sin éxito en un accidente fatal).
Blanchard recorrió Europa, demostrando sus globos. Realizó los primeros vuelos en globo en Bélgica, Alemania, los Países Bajos y Polonia. Entre los eventos que incluyeron demostraciones de sus habilidades con los globos aerostáticos, se encuentra la coronación del Emperador del Sacro Imperio Romano Germánico Leopoldo II como rey de Bohemia en Praga en septiembre de 1791.
Tras la invención del moderno paracaídas en 1783 por Louis-Sébastien Lenormand en Francia, en 1785 Jean-Pierre Blanchard lo demostró como un medio para saltar de forma segura desde un globo aerostático. Mientras que las primeras demostraciones en paracaídas de Blanchard se llevaron a cabo con un perro como pasajero, más tarde tuvo la oportunidad de probarlo él mismo cuando en 1793 su globo de aire caliente se rompió y utilizó un paracaídas para ponerse a salvo. El posterior desarrollo del paracaídas se centró en hacerlo más compacto. Mientras que los primeros paracaídas estaban hechos de lino estirado sobre un marco de madera, a finales de la década de 1790, Blanchard comenzó a fabricar paracaídas de seda doblada, aprovechando la resistencia de la seda y su ligero peso.
El 9 de enero de 1793, Blanchard realizó el primer vuelo en un globo en América. Lanzó su globo desde el patio de la prisión de Walnut Street en Filadelfia, Pensilvania y aterrizó en Deptford, Condado de Gloucester, Nueva Jersey. Uno de los testigos del vuelo de ese día fue el presidente George Washington, y los futuros presidentes John Adams, Thomas Jefferson, James Madison y James Monroe también estuvieron presentes. Blanchard dejó los Estados Unidos en 1797.
Se casó con Marie Madeleine-Sophie Armant (más conocida como Sophie Blanchard) en 1804. El 20 de febrero de 1808, Blanchard sufrió un infarto agudo de miocardio mientras estaba en su globo en La Haya. Cayó de su globo y murió más o menos un año después (el 7 de marzo de 1809) debido a las graves heridas. Su viuda continuó realizando estas demostraciones, hasta que murió al incendiarse su globo 1819.

## Ilustraciones

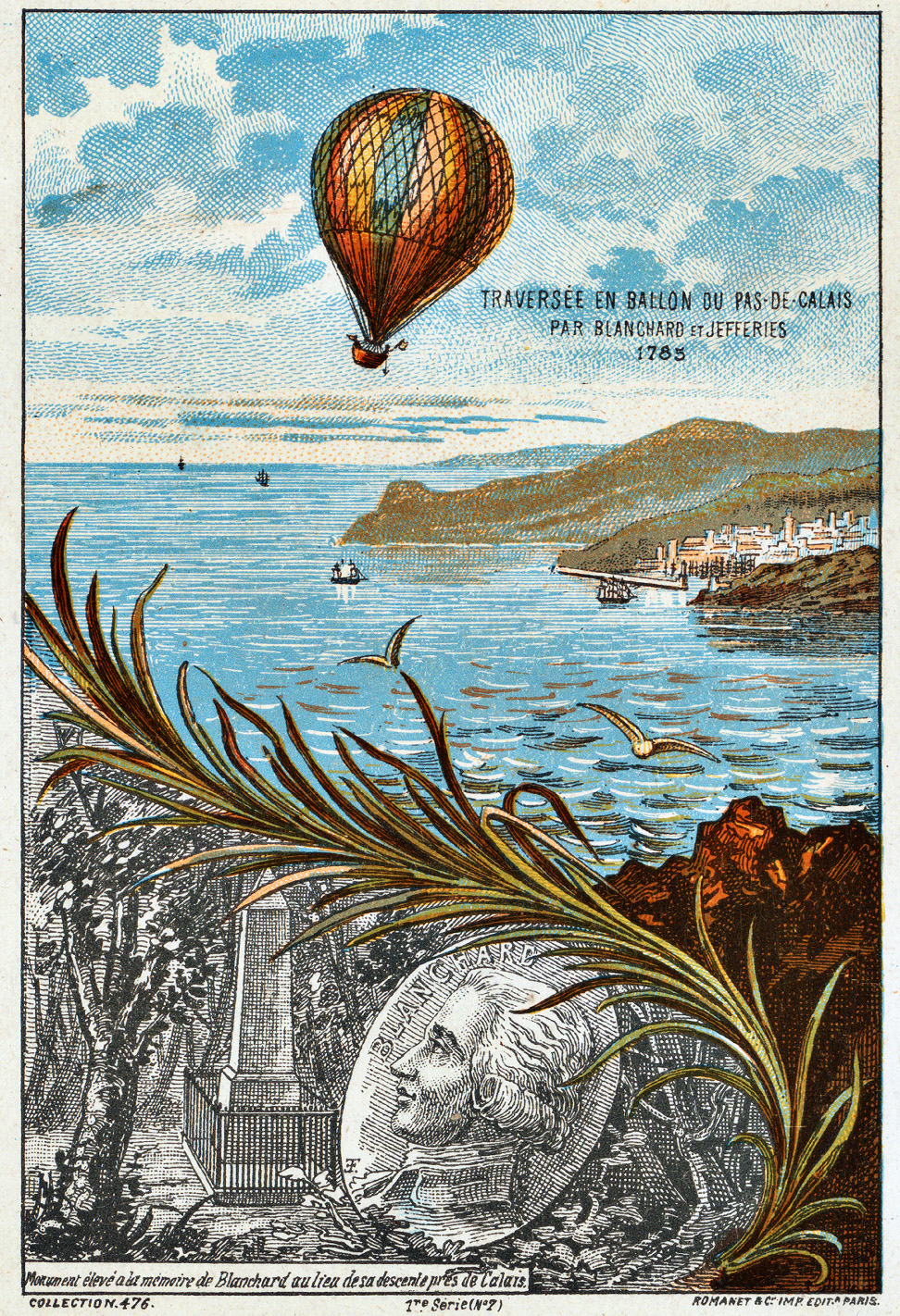
Cruce del Canal de la Mancha por Blanchard y Jeffries el 7 de enero de 1785.
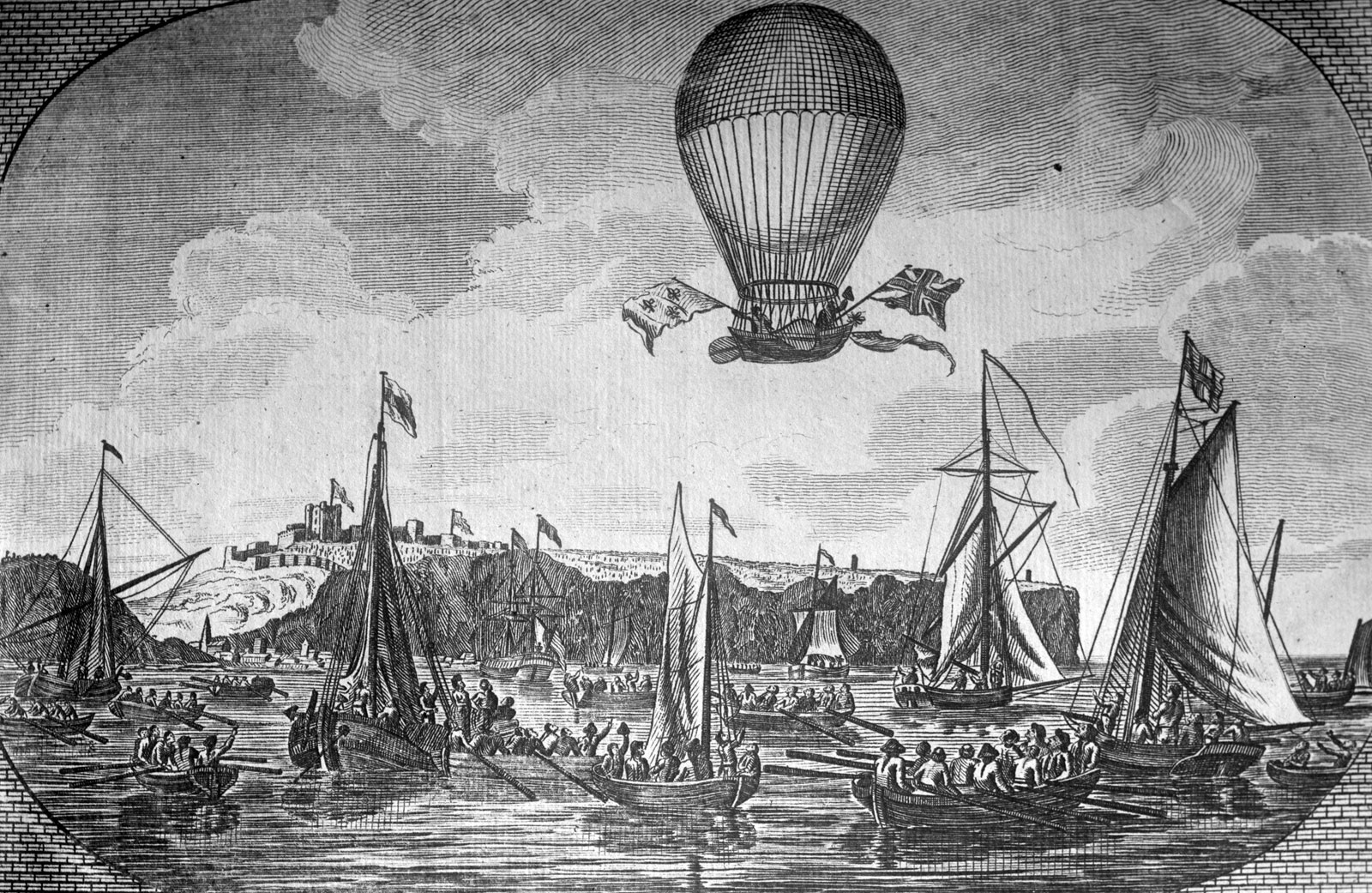
Cruce del Canal de la Mancha por Blanchard en 1785.
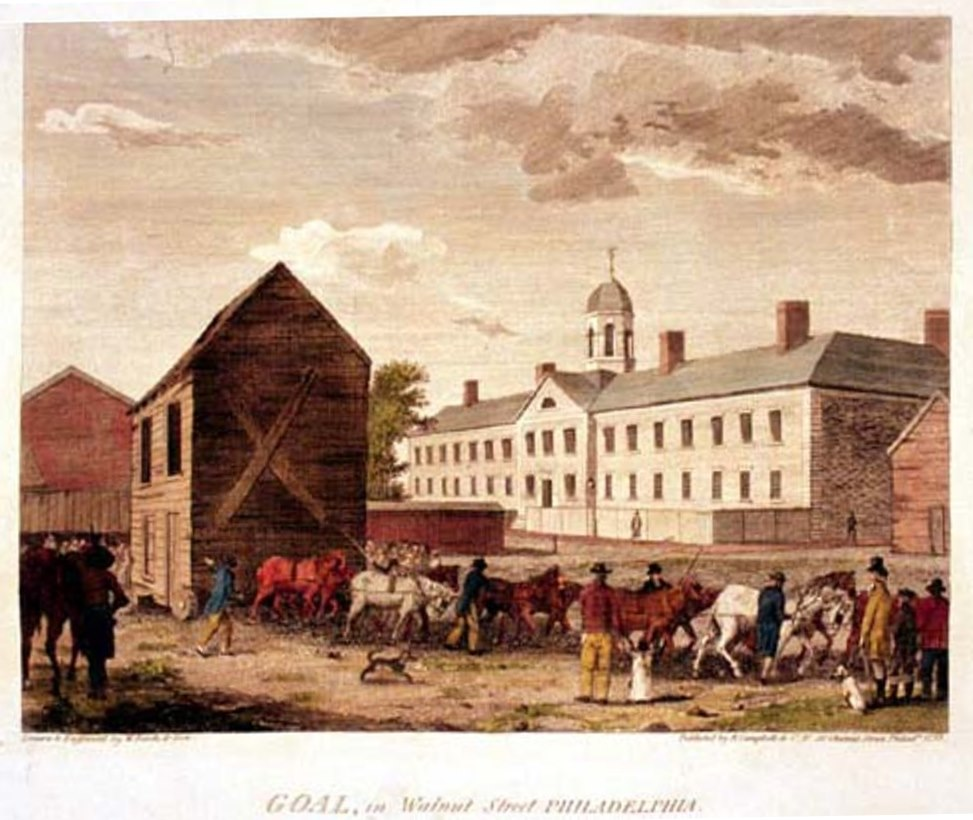
Blanchard eleva su globo sobre el patio de la prisión de Filadelfia el 9 de enero de 1793.
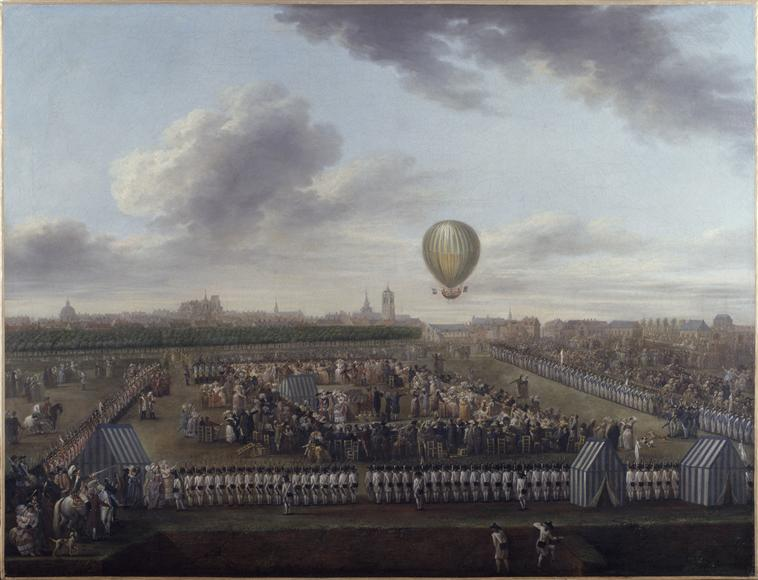
La 14e expérience aérostatique de Monsieur Blanchard accompagné du Chevalier Lépinard, Lille, 26 août 1785, pintura de Louis Joseph Watteau

## Reconocimientos
- El cráter lunar Blanchard lleva este nombre en su honor.[8]